# Anabasis aphylla
Anabasis aphylla L. – gatunek rośliny z rodziny szarłatowatych (Amaranthaceae Juss.). Występuje naturalnie w Rosji (na Kaukazie Północnym, w Kałmucji, w obwodach saratowskim, rostowskim oraz wołgogradzkim, a także południowo-zachodniej części Syberii), Iranie, Iraku, Azerbejdżanie, Armenii, Gruzji, Kazachstanie, Uzbekistanie oraz Chinach (w prowincji Gansu oraz regionie autonomicznym Sinciang. Ponadto jest uprawiany w Azerbejdżanie, Kazachstanie oraz Turkmenistanie. Jest gatunkiem typowym dla swojego rodzaju. 

## Morfologia
PokrójWiecznie zielony półkrzew dorastający do 20–50 cm wysokości. Pędy mają szarobiaławą barwę.
LiścieŁuskowate, trójkątne, na szczycie ostre lub tępe.
KwiatyPojedyncze, rozwijają się w kątach pędów. Działki kielicha eliptyczne lub niemal okrągłe.
OwoceNiełupki przybierające kształt pęcherzy, przez co sprawiają wrażenie jakby były napompowane. Niemal kuliste i ciemnoczerwone, o średnicy 2 mm.

## Biologia i ekologia
Rośnie na pustyniach, wydmach oraz skarpach. Kwitnie od sierpnia do września, natomiast owoce dojrzewają w październiku. 

## Zastosowanie
Gatunek ten jest stosowany w medycynie tradycyjnej. Bywa również używany do stabilizacji wydm. Roślina zawiera alkaloid (anabazynę), który są stosowany jako środek owadobójczy. Anabazyna występuje w Anabasis aphylla w ilościach od 0,11 do 5,01%, przy czym największa jej zawartość znajduje się w najmłodszych przyrostach pędów.